# Tannapatrijsduif
De tannapatrijsduif (Pampusana ferruginea) is een uitgestorven vogel uit de familie van de duiven van het geslacht Pampusana (vroeger: Gallicolumba).

## Verspreiding en leefgebied
Deze soort was endemisch op het eiland Tanna (Vanuatu). 